# Sjørring-stenen
Sjørring-stenen er Danmarks mindste runesten og måler kun 63 cm i højden. Den blev første gang omtalt i 1741, hvor den lå neden for Sjørring kirkegård. Senere forsvandt den og blev genfundet i 1841 som grundsten i et hus. Derefter blev den købt af præsten i Vang, som lod den opstille i våbenhuset i Vang Kirke. Her står den endnu. Sjørring-stenen er den ene af i alt fire kendte runesten fra Thy, hvoraf tre er bevaret i dag. Tvorup-stenen er forsvundet, mens et fragment af Hurup-stenen er placeret på Hurup kirkegård. Ydbystenen var forsvundet i et par hundrede år, men blev genfundet i 2015.
- Sjørring-stenen set fra oven

## Indskriften
Runeindskriften er ordnet i konturordning, som starter i stenens nederste venstre hjørne. Indskriften afsluttes på stenens top. Åse, som har rejst runestenen efter sin mand, Omunde, har formentlig også rejst Tvorup-stenen, som nu er forsvundet. Tvorup er nabo-sognet til Sjørring.
| Translitteration | : ąsa : sati : stin : þąnsi : iftiR : \| ąumuta : uir (:) sin : is : uaR : himþiki : finulfs |
| Transskription   | Āsa satti stēn þannsi æftiR Ōmunda, ver sinn, es vaR hēmþegi Finnulfs.                       |
| Oversættelse     | Åse satte denne sten efter Omunde, sin mand, som var Finulvs hirdmand.                       |

56°59′2.43″N 8°30′39.34″Ø / 56.9840083°N 8.5109278°Ø